# ديفيد غارسيا (لاعب كرة قدم مواليد 1994)
ديفيد غارسيا (بالإسبانية: David García Zubiría)‏ (14 فبراير 1994 ببنبلونة في إسبانيا - ) هو لاعب كرة قدم إسباني في مركز الدفاع في نادي الريان القطري. لعب مع أوساسونا وأوساسونا ب.وفي أغسطس 2024 انضم إلى نادي الريان القطري بعقد مدته ثلاث سنوات.

## وصلات خارجية
- دايفيد غارسيا على موقع الاتحاد الأوربي (الإنجليزية)
- دايفيد غارسيا على موقع قاعدة بيانات كرة القدم.إي يو (الإنجليزية)
- دايفيد غارسيا على موقع ناشيونال فوتبول تيمز (الإنجليزية)
- دايفيد غارسيا على موقع Soccerbase.com (لاعب) (الإنجليزية)
- دايفيد غارسيا على موقع Soccerway.com (الإنجليزية)
- دايفيد غارسيا على موقع AS.com (الإسبانية)